# Zevenburger Saksisch

De verspreiding van het Zevenburger Saksisch.

Zevenburger Saksisch is een Middelduits dialect, dat in Transsylvanië in Roemenië nog wordt gesproken door 15.000 Saksen die daar na 1990 zijn overgebleven. In Duitsland, waarheen de meesten na 1945 werden uitgewezen of na 1990 emigreerden, wordt het Saksisch onderling nog door zo'n 200.000 van hen gesproken. 
De benaming Saksisch is niet afkomstig van het eigenlijke Saksisch en heeft daarmee ook niets te maken. Het komt voort uit het Moezelfrankisch (Moselfränkisch) zoals dat in de 12de en 13de eeuw in de Moezelregio, Luxemburg en Lotharingen werd gesproken. Toen vestigden kolonisten uit deze streken zich in Transsylvanië. Het dialect viel in vele kleinschalige dorps- en streektalen uiteen. De bekering van de Saksen tot het lutheranisme hield de invloed van het Hoogduits op het Saksisch gaande, zoals vooral in de stadsdialecten tot uiting kwam. Door hun onderwijs, dat in vergelijking met hun Roemeense en Hongaarse omgeving zeer sterk was ontwikkeld en op Midden-Europa gericht, spraken de Saksen het Hoogduits als cultuurtaal.   
Op bijgaande kaartje is het gehele oorspronkelijke Duitse taalgebied in Roemenië aangegeven. Naast het Zevenburger Saksisch vindt men ook talen en dialecten van andere Duitstalige minderheden zoals in het westen waar Zwabisch werd en soms nog wordt gesproken, de dialecten in het Banaat en het Sathmarisch rond Satu Mare. 

## Weblink
Wörterbuch-Portal: Siebenbürgisch-Sächsisches Wörterbuch.